# كوكو نافارو
كوكو نافارو (بالإنجليزية: Coco Navarro)‏ هو لاعب كرة قدم أمريكي في مركز الوسط، ولد في 16 مايو 1995 في لوس أنجلوس في الولايات المتحدة. لعب مع ريال موناركس.